# Euroscepsis

De vlag van Europa

Euroscepsis is een term waarmee een kritische houding omschreven wordt ten opzichte van het proces van Europese integratie, of de Europese Unie als vorm. Omdat een coalitie van eurosceptici moeilijk te vormen is over de ideologische grenzen heen, is er van een eurosceptische frontvorming ook niet écht sprake. Binnen de politiek wetenschappelijke literatuur werkt men veelal met de term 'euroscepticisme' in plaats van euroscepsis.

## Definitie
Euroscepsis is een vlag die vele ladingen dekt en ruimer gaat dan enkel de politieke actoren. Ook andere maatschappelijke actoren kunnen worden getypeerd door een eurosceptisch gedrag. Paul Taggart en Aleks Szczerbiak maken een onderscheid tussen harde euroscepsis en zachte euroscepsis of eurorealisme.
Harde euroscepsisDit betekent het volledig verwerpen van het project van Europese economische en politieke integratie en oppositie tegen het lid worden of lid blijven van de EU door een bepaald land. In de praktijk krijgt deze harde euroscepsis echter vaak de vorm van het afwijzen van de huidige vorm van Europese integratie. Belangrijke argumenten daarvoor kunnen nationale soevereiniteit zijn of het idee dat de Europese integratie diep gewortelde waarden aantast of de drager is van verkeerde waarden.
Zachte euroscepsisDit omvat gedeeltelijk of gekwalificeerd verzet tegen Europese integratie. Dit kan de vorm krijgen van 'beleidseuroscepsis' of 'nationaal-belangeuroscepsis'. Bij beleidseuroscepsis verwerpt men de EU niet in haar geheel maar is fel gekant tegen een bepaald beleidsdomein of specifieke beleidsinitiatieven. Zo kan men bijvoorbeeld als linkse politieke partij de meerwaarde inzien van Europese integratie, maar fel gekant zijn tegen de vrije markt handelsagenda van de EU. Omgekeerd kan een rechtse partij die handelspolitiek steunen maar de sociale agenda, de kosten van het Europese ambtenarenapparaat en het immigratiebeleid verwerpen als inbreuk op de eigen soevereiniteit.
Nationaal-belangeuroscepsis behelst het benadrukken van het opkomen voor het nationaal belang binnen de Europese context. Dit is verenigbaar met steun voor het Europese project in principe.
Gezien in de links-rechtsverdeling is euroscepsis vooral een houding op de flanken, terwijl het traditionele midden doorgaans steun aan het Europese project verleent. Hooghe, Marks en Wilson onderscheiden vijf posities van politieke partijen:
- Radicaal links is doorgaans sterk eurosceptisch, vanuit het besef dat de EU een centrumrechts project is dat aanstuurt op uitbreiding van de markteconomie, niet de gewenste inperking daarvan, en de perceptie dat dit niet binnen de huidige structuren te veranderen valt.
- Centrumlinks beschouwt Europese integratie van oudsher als een mes dat aan twee kanten snijdt: het biedt mogelijkheden voor uitbreiding van het sociaaldemocratische model in Zuid-Europa, maar een potentieel gevaar voor de verworvenheden in het noorden. De eurosceptische vleugel binnen de sociaaldemocratie, in de jaren 80 de grootste eurosceptische kracht in het bestel van diverse landen, is sindsdien grotendeels verdwenen.
- Groene partijen zijn doorgaans voorstander van Europese integratie, vooral waar deze milieuwetgeving betreft. Evenals de sociaaldemocraten hebben veel groene partijen een ontwikkeling doorgemaakt van (radicale) euroscepsis naar principiële steun voor het Europese project. Partijen die groene politiek combineren met radicaal-linkse standpunten zijn gemengder in hun steun voor 'Europa'.
- Centrumrechts is vanaf het begin de drijvende kracht van Europese integratie geweest en daarmee de belangrijkste pro-Europese stroming. Wel bestaat er een spanningsveld tussen conservatieven, die gericht zijn op behoud van de natiestaat, en neoliberalen, die bereid zijn de natiestaat te verzwakken ten gunste van verdere economische integratie.
- Radicaal rechts/nieuw rechts kent een sterk eurosceptische houding, die vooral is ingegeven door de wens om nationale soevereiniteit en identiteit te behouden. Deze partijen zijn gekant tegen de migratie die de open grenzen van Europa faciliteren, tegen het Europees Parlement en tegen het Grondrechtenhandvest.

Hoewel afstand van het midden op de links-rechts-as een belangrijke voorspellende variabele voor euroscepsis vormt, pleiten Hooghe, Marks en Wilson voor een tweede as die de positie van partijen duidt op de thema's libertair-autoritair, alternatief-traditioneel en groen-nationalistisch, zodat een hoefijzervormig model van steun voor Europese integratie ontstaat waarin euroscepsis lineair te verklaren valt.
Van Elsas, Hakhverdian en Van der Brug toetsen dit model op Europese burgers, om te zien of de standpunten van partijen overeenkomen met die van hun achterban. Zij laten zien dat dit het geval is, maar ook dat de hoefijzervorm verdwijnt als onderscheid wordt gemaakt naar de reden om eurosceptisch te zijn. Linkse burgers zijn eerder geneigd tot een zachte euroscepsis, voortkomend uit sociaaleconomische grieven en gericht tegen de werkelijk bestaande instituten en de manier waarop die functioneren. Rechtse burgers vertonen vaker een harde, principiële euroscepsis op cultuurpolitieke gronden, gericht tegen Europese integratie als zodanig.

## Euroscepsis in België
Volgens de Britse politicoloog Paul Taggart zijn er in België maar twee eurosceptische partijen. Aan Vlaamse zijde is dat het Vlaams Belang, in Franstalig België is dat het Démocratie Nationale. Dit komt echter zelden tot uiting omdat het in België niet verstandig is om je te profileren als een eurosceptische partij. De bevolking is namelijk bij de meest "eurofiele" van Europa. Volgens de Eurobarometer bestempelt gewoonlijk slechts 10% van de bevolking Europa als "een slechte zaak".

## Euroscepsis in het Verenigd Koninkrijk
Euroscepsis speelt een significante rol binnen de politiek van het Verenigd Koninkrijk.
De opvatting dat het eenheidsproject vooral een zaak van het Europese vasteland is, is altijd sterk geweest in Groot-Brittannië. De Pro-Europese beweging in Groot-Brittannië heeft een aantal tegenslagen gekend op het gebied van Europese integratie. Zelfs aanhangers van pro-Europese politieke partijen als de Liberal Democrats zijn terughoudend als het gaat om integratie van Groot-Brittannië binnen de Europese Unie.
Na de toetreding van Groot-Brittannië tot de EU polariseerde de Britse politiek tussen voor- en tegenstanders. Na de controverse rondom de "korting" van Groot-Brittannië's afdracht aan de EU, kon de eurosceptische beweging op steeds meer steun van de Britse bevolking rekenen. De voordelen van het lidmaatschap bleven daarbij dikwijls onderbelicht.

## Eurosceptische fracties in het Europees Parlement
In het Europees Parlement vindt de Euroscepsis vooral aanhangers:
- Aan de rechterzijde bij de conservatieven, rechts-populisten, religieuzen, libertariërs en nationalisten.
- Aan de linkerzijde bij de links-populisten, anti-globalisten, marxisten en ecologisten.

Volgende fracties (2014-2019) kunnen als eurosceptisch worden bestempeld:
- Europese Conservatieven en Hervormers: Europees conservatieven (75 zetels)
- Europees Unitair Links/Noords Groen Links: Europese communisten/socialisten (52 zetels)
- Europa van Vrijheid en Directe Democratie: Eurosceptici (45 zetels)
- Europa van Naties en Vrijheid: Europees extreemrechts (38 zetels)
- Groot deel van de Niet-fractiegebonden leden

## Eurosceptische partijen per land
Hieronder volgen landen met eurosceptische partijen:

### België
Vlaams Belang (Vlaanderen), Démocratie Nationale (Wallonië)

### Bulgarije
Nationale Aanvalsunie

### Denemarken
Socialistische Volkspartij (Denemarken), Dansk Folkeparti

### Duitsland
Alternative für Deutschland

### Finland
Finnenpartij, Communistische Partij van Finland

### Frankrijk
Mouvement Pour la France, Front National (Frankrijk), Parti de Gauche, Franse Communistische Partij, Mouvement Républicain et Citoyen, Union Populaire Républicaine

### Griekenland
Communistische Partij van Griekenland, Gouden Dageraad, Laikos Orthodoxos Synagermos

### Hongarije
Jobbik, Lehet Más a Politika

### Ierland
Sinn Féin

### Italië
Vijfsterrenbeweging, Lega Nord, Fiamma Tricolore

### Luxemburg
Alternativ Demokratesch Reformpartei

### Nederland
Partij voor de Vrijheid, Socialistische Partij, Partij voor de Dieren, Forum voor Democratie, JA21, NCPN

### Noorwegen
Senterpartiet, Kristelig Folkeparti, Sosialistisk Venstreparti, Venstre

### Oostenrijk
FPÖ

### Polen
Unie voor Reële Politiek,

### Portugal
Partido Comunista Português, Partido Popular (Portugal)

### Tsjechië
Democratische Burgerpartij,

### Verenigd Koninkrijk
United Kingdom Independence Party, British National Party, Conservative Party (Verenigd Koninkrijk), Socialist Workers' Party, Green Party of England and Wales

### Zweden
Vänsterpartiet, Sverigedemokraterna, Centerpartiet, Miljöpartiet de Gröna, Junilistan

### Zwitserland
Zwitserse Democraten, Grünliberale Partei, Lega dei Ticinesi, Zwitserse Volkspartij